# Bolitochara bakeri
Bolitochara bakeri är en skalbaggsart som först beskrevs av Thomas Casey 1906.  Bolitochara bakeri ingår i släktet Bolitochara och familjen kortvingar. Inga underarter finns listade i Catalogue of Life.